# Mancos
Mancos è un centro abitato (town) degli Stati Uniti d'America, situato nella contea di Montezuma dello Stato del Colorado. Nel censimento del 2000 la popolazione era di 1.119 abitanti.

## Geografia fisica
Secondo i rilevamenti dell'United States Census Bureau, Mancos si estende su una superficie di 1,5 km².